# Gueorgui Nikolov
Gueorgui Nikolov –en búlgaro, Георги Николов– es un deportista búlgaro que compitió en piragüismo en la modalidad de aguas tranquilas. Ganó una medalla de bronce en el Campeonato Europeo de Piragüismo de 1997.

## Palmarés internacional
| Campeonato Europeo | Campeonato Europeo | Campeonato Europeo | Campeonato Europeo |
| Año                | Lugar              | Medalla            | Competición        |
| ------------------ | ------------------ | ------------------ | ------------------ |
| 1997               | Plovdiv (Bulgaria) | Medalla de bronce  | C4 500 m           |